# Tempeh

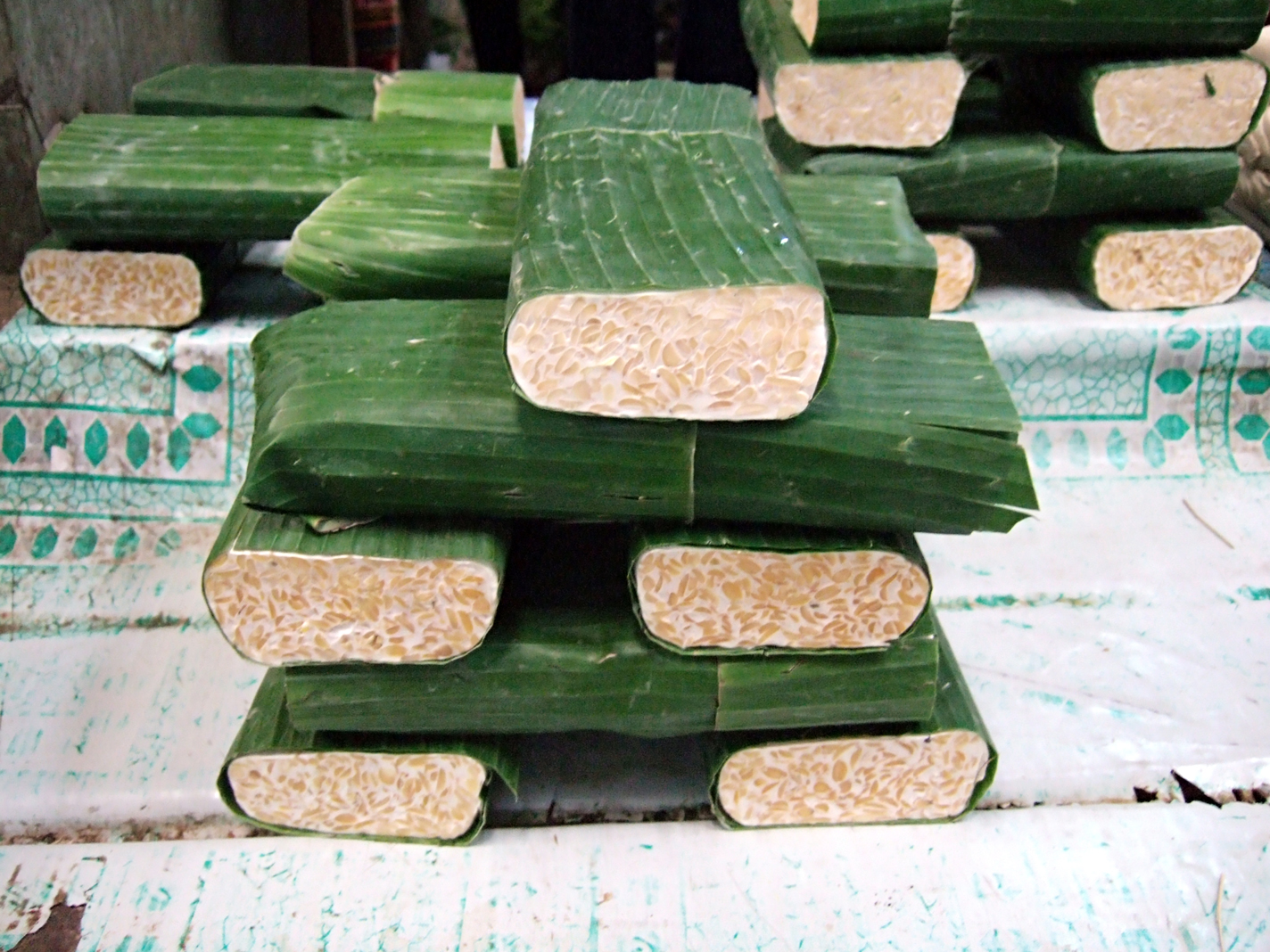
Tempeh tươi gói lá chuối bán ở chợ Jakarta, Indonesia

Tempeh (/ˈtɛmpeɪ/; tiếng Java: témpé, phát âm tiếng Java: [tempe]) hay tempê là một món ăn truyền thống bằng đậu nành xuất xứ từ Indonesia. Qua công thức lên men để đóng thành bánh, tempeh là thực phẩm đậu nành khá đặc biệt vì không thuộc nền văn hóa Tàu.
Tempeh phổ biến nhất trên đảo Java và là món ăn cung cấp chất đạm thay thế thịt, cá. Tương tự như đậu phụ nhưng tempeh dùng đậu nành nguyên hột nên giá trị dinh dưỡng cũng như khẩu vị khác món đậu phụ. So với đậu phụ, quá trình lên men dùng đậu nguyên hột của tempeh làm tăng lượng đạm, xơ cùng các sinh tố. Càng để lâu, tempeh càng chắc thịt và khẩu vị thêm đậm đà mùi men. Ngày nay tempeh được dùng nhiều nơi trên thế giới làm các món ăn chay.